# Великанова, Гелена Марцелиевна
Геле́на Марце́лиевна Велика́нова (27 февраля 1923, Москва — 10 ноября 1998, Москва) — советская и российская эстрадная певица, педагог, народная артистка России (1992). Самой известной песней Великановой и её визитной карточкой стали «Ландыши» Оскара Фельцмана.

## Биография

### Юные годы
Родилась 27 февраля 1923 года в Москве в семье выходцев из Польши. Её отец, Марцел Великанис, наполовину литовец, познакомился со своей будущей женой в Польше, однако её родители были против их свадьбы. В итоге пара тайно обвенчалась и сбежала в Москву, где они стали Великановыми. У супругов родилось четверо детей, и самой последней появилась Гелена, когда её матери был уже сорок один год. Марцел Великанов, который был азартным картёжником, разбил паралич из-за череды крупных проигрышей, и перед началом Великой Отечественной войны он умер.
В 1941 году Великанова закончила 281-ю среднюю школу в Уланском переулке, и хотела поступать в музыкальное училище, однако с началом войны уехала с матерью в эвакуацию в Томск, а старшие дети остались в столице и принимали участие в обороне Москвы. В Томске Великанова поступила в Московский институт инженеров транспорта, который также находился в эвакуации, а в свободное от учёбы время работала в госпитале и участвовала в концертах для раненых. Вскоре умерла её мать, а затем погиб старший брат, который будучи лётчиком, заживо сгорел в разбившемся самолёте.
После возвращения в Москву в 1944 году Великанова бросила инженерное дело и поступила в Музыкально-театральное училище училище имени Глазунова. Преподаватели настраивали её на оперетту, но её привлекала эстрада. Окончив училище, она поступила на эстрадное отделение Школы-студии МХАТа, где её педагогами были Борис Петкер, Анатолий Кторов и Ольга Андровская. Во время учёбы в студии Великанова принимала участие в концертах Лидии Руслановой и Александра Вертинского.

### Творчество
На профессиональную сцену Великанова вышла впервые в 1948 году, а через несколько лет к ней пришло признание. С 1950 года Великанова была солисткой-вокалисткой Всесоюзного гастрольно-концертного объединения, а с 1965 года работала в Москонцерте. Первыми запомнившимися песнями Великановой стали жанровые композиции: «Мне весело», «Письмо к матери», «Возвращение моряка». Самой известной песней Великановой стали «Ландыши», для исполнения которой композитор Оскар Фельцман лично выбрал тогда ещё малоизвестную певицу. Однако в советской прессе песня была названа «образцом нарушения норм социалистической чистоты и мудрости», признана идеологически несостоятельной, и Великановой пришлось на многие годы убрать её из репертуара. Среди других популярных песен певицы были композиции «Стоят девчонки», «Клён ты мой опавший», «Два берега», «Рулатэ» и другие. В репертуаре певицы также были жанровые и детские песни, произведения советских и зарубежных композиторов, песни на стихи Сергея Есенина, Новеллы Матвеевой, Булата Окуджавы, на музыку Сергея Никитина.
Наряду с выступлениями в центральных концертных залах Москвы, Великанова давала концерты во многих городах РСФСР: в 1965 году — во Владимире и Коврове, в 1976 году — в Сочи на конкурсе советской песни. В 1967 году был снят фильм-концерт «Поёт Гелена Великанова».
Певица гастролировала с концертами за рубежом: в Венгерской Народной Республике, Польской Народной Республике, Чехословакии и Германской Демократической Республике. В марте 1967 года состоялся творческий вечер Гелены Великановой в Москве в Центральном доме работников искусств, где она исполняла песни советских и зарубежных композиторов в сопровождении инструментального ансамбля под руководством Хорошянского. 20 ноября 1971 года в Москве в Центральном концертном зале Министерства культуры СССР состоялся концерт Великановой с программой новых песен советских композиторов. В 1982 году она приняла участие в концерте по случаю «50-летия Москонцерта», проходившим в Театре эстрады.
Перед одним из концертов в Риге у Великановой пропал голос. Врач вколол ей обезболивающее, и, не чувствуя сопротивления воспалённых связок, певица сорвала их, лишившись способности говорить. После выздоровления она навсегда потеряла верхние ноты, и была вынуждена прекратить выступления. С 1986 по 1995 годы Великанова преподавала в Музыкальном училище им. Гнесиных. Некоторые из её учеников стали известны, в частности Юлиан и Алла Перфилова, ставшая известной под псевдонимом Валерия.

### Последние годы и смерть

Могила Гелены Великановой

В 1992 году Великанова была удостоена почётного звания народной артистки Российской Федерации. В середине 1990-х, когда на российскую эстраду вернулся интерес к ретро, имя Великановой вновь появилось на страницах газет, а по телевидению и на радио стали зазвучать её песни. В 1993 году певица вернулась на большую сцену. В период с 1995 по 1998 год певица часто выступала в Вологде, сопровождая концерты своими воспоминаниями. К своему 75-летию певица дала юбилейный концерт в концертном зале «Россия». 16 апреля 1998 года состоялась церемония закладки именной звезды Гелены Великановой на Площади звёзд эстрады у концертного зала «Россия».
Скончалась от сердечного приступа 10 ноября 1998 года в Москве в возрасте 75 лет в своей квартире за два часа до концерта в Доме актёра, который должен был быть прощальным. Певицу обнаружили на пороге ванной комнаты, одетую и накрашенную, с полотенцем на плече.
Великанова похоронена на Ваганьковском кладбище в Москве.

## Личная жизнь
Гелена Великанова была замужем за поэтом Николаем Доризо. В 1957 году у супругов родилась дочь Елена Доризо, ставшая переводчицей с английского. После шести лет брака пара развелась, и Великанова долгое время воспитывала дочь одна.
Вторым мужем певицы был режиссёр документального кино Николай Владимирович Генералов (16 сентября 1925 — 1 января 1992).

## Память
В память о Гелене Великановой была снято несколько документальных фильмов и выпущены фирменные компиляции. В 2005 году фрагмент книги актрисы Людмилы Ивановой «Я люблю вас…» был посвящён Гелене Великановой. В проекте «Точь-в-точь» на Первом канале Гелену Великанову изображали Таисия Повалий с песней «Ландыши» и Ая с песней «Рулатэ».

## Дискография

### Студийные альбомы
- 1958 — Всё равно весна придёт
- 1961 — В новогоднюю ночь
- 1971 — Гелена Великанова
- 1988 — Воспоминание

### Синглы
- «Наша песенка простая» (1956)
- «Пичирильо» (1956)
- «Песня выпускников» (1956)
- «Осенние листья» / «Песенка молодых соседей» (1956)
- «Маленькая Мари» (1956)
- «Первая звезда» / «Если нас двое» (1958)
- «Поезда» / «Ландыши» (1958)
- «Дальняя песенка» / «До завтра» (1959)
- «Ты не всё сказал» (1959)
- «Тишина» / «Всё равно, весна придёт» (1959)
- «В лесу дождик» (1959)
- «Песенка про птиц» (1960)
- «Эй Рулатэ» / «Ой ты, рожь» (1961)
- «В Сибири далёкой» / «Как пропал солдат» (1962)
- «Не знала я» / «Первый снег» (1963)
- «Другу» / «На кургане» (1964)
- «Поёт Гелена Великанова» (1968)
- «Пусть у каждого будет свой дом» (1968)
- «Гелена Великанова» (1970)
- «Песни из спектакля „Вкус черешни“» (1970)
- «Сыпь, тальянка» / «Жаль, что время ушло» (1971)
- «Я не тороплюсь» (1972)
- «У той горы» (1974)
- «Выдумка зимняя» (1976)

### Сборники
- 2003 — «Золотая коллекция ретро» (BoMB 033—110)
- 2005 — «Великие исполнители XX века» (dMR 80905 CD, dMR 81005 CD)

## Награды и звания
- 1963 — почётное звание «Заслуженная артистка Бурятской АССР»
- 1969 — почётное звание «Заслуженная артистка РСФСР» — за заслуги в области советского вокального искусства[18]
- 1992 — почётное звание «Народная артистка Российской Федерации» — за большие заслуги в области музыкального искусства[3]
- 1997 — Юбилейная медаль в честь 850-летия Москвы «За заслуги перед Москвой» (4 сентября 1997)